# Sàn nâng

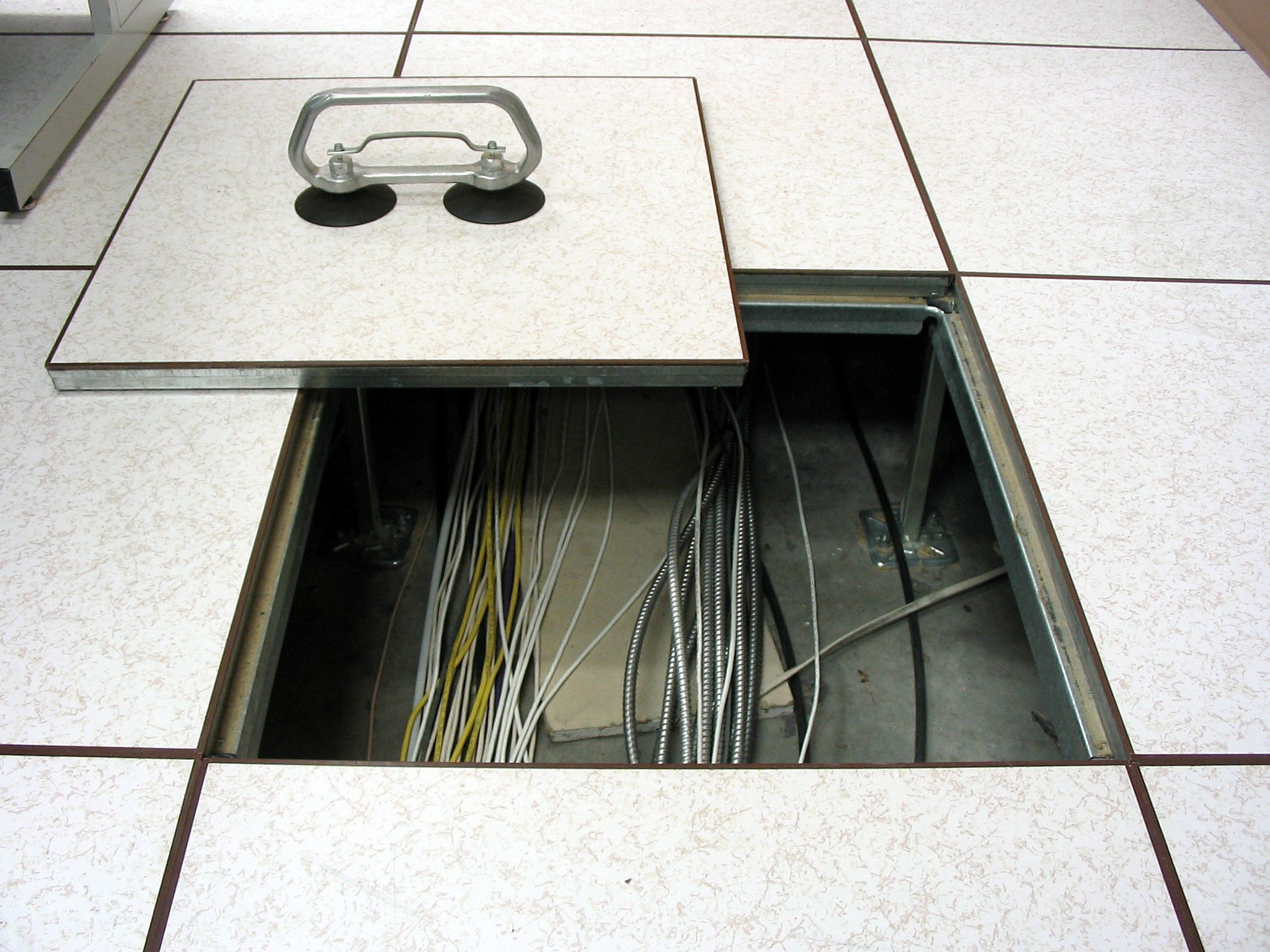
Sàn nâng

Sàn nâng (còn gọi là sàn thông minh, sàn kỹ thuật, sàn giả) là loại sàn tạo ra một không gian giữa các tấm sàn và sàn bê tông nhờ các chân đế nâng nó lên. Loại sàn này thường sử dụng cho mục đích đi dây cáp, dây điện bên dưới, và cũng có thể sử dụng cho mục đích điều hoà không khí hoặc đi ống nước làm mát.

## Nơi ứng dụng
- Phòng công nghệ cao
- Trung tâm y tế
- Phòng máy tính
- Phòng điều khiển
- Trung tâm dữ liệu
- Phòng máy chủ
- Sàn giao dịch
- Phòng sạch
- Phòng đặt động cơ
- Phòng viễn thông
- Trung tâm hội nghị
- Văn phòng làm việc

## Cấu tạo
Bao gồm một mạng lưới các khung bằng kim loại hoặc các chân đế có thể điều chỉnh độ cao giúp nâng các tấm sàn rời lên cao. Độ cao của chân đế phụ thuộc vào lượng dây và các dịch vụ khác nằm bên dưới nhưng thông thường không thấp hơn 6 inches hay 15 cm.
Các tấm sàn thường có kích thước 60 cm*60 cm, được làm từ nhôm, thép nguyên khối, lõi xi măng phosphor phủ thép, bột gỗ ép hoặc calci sunphat. Các tấm này thường có dạng trần (bare) hoặc được phủ vật liệu hoàn thiện. Có rất nhiều loại vật liệu hoàn thiện có thể được phủ lên bề mặt tuỳ thuộc vào mục đích sử dụng như thảm viên, HPL (high-pressure laminates), đá, vinyl, đặc biệt các loại sàn dùng cho khu vực chống tĩnh điện người ta thường phủ vật liệu chống tĩnh điện như vinyl dẫn điện.
Có những loại sàn nâng có lỗ thông hơi thường dùng ở các phòng máy hiện đại, nơi có hệ thống làm mát nằm dưới sàn, mục đích là đưa không khí lạnh từ dưới sàn lên nhằm làm mát đều và tiết kiệm năng lượng.

## Ưu điểm
- Sử dụng không gian hợp lý và linh hoạt hơn

Đây là điểm gặp gỡ của các nhà thiết kế xây dựng và thiết kế hệ thống điện, hệ thống điều khiển, hệ thống mạng. Hệ thống sàn nâng là hệ thống sàn lắp ghép, nó cho phép thay đổi vị trí làm việc, sơ đồ nối dây, độ cao của sàn một cách nhanh chóng theo mọi yêu cầu sử dụng mà không hề ảnh hưởng tới bất cứ hoạt động nào trên sàn, cũng như không cần phải tác động tới cấu trúc của sàn.
- Dễ lắp đặt và thay thế

Đặc điểm là sàn lắp ghép này còn cho phép thay thế những tấm sàn nâng bị hư hỏng sau nhiều năm sử dụng một cách dễ dàng, nhanh chóng.
- Mất ít thời gian để sửa chữa và thay thế các loại dây bên dưới sàn

Hệ thống sàn nâng tạo ra không gian không có vật cản bên dưới, có thể kiểm tra, sửa chữa, thay thế, thêm mới các hệ thống dây điện, hệ thống điều khiển một cách dễ dàng và nhanh chóng ở bất kỳ chỗ nào.
- Bền vững và ít hư hỏng

Hệ thống sàn nâng được thiết kế theo các tiêu chuẩn công nghiệp Mỹ, Châu Au nhằm đáp ứng các yêu cầu an toàn và đặc tính chịu lực tối đa, chống thấm, chống ẩm. Có thời gian sử dụng trên 25 năm.
- An toàn cho sử dụng

Với giá trị điện trở bề mặt lớn giúp hạn chế dòng điện trong trường hợp xảy ra chạm chập và giật điện khi thao tác nhằm giảm thiểu nguy hiểm cho người thao tác trên sàn.